# تشيه ناكانيه
تشي ناكان (中 根 千 枝، من مواليد 30 نوفمبر 1926) عالمة أنثروبولوجيا اجتماعية يابانية، أستاذة فخرية في الأنثروبولوجيا الاجتماعية بجامعة طوكيو، عضوة فخرية في الاتحاد الدولي للأنثروبولوجيا والاثنولوجيا،
عضوة فخرية في الاتحاد البريطاني للأنثروبولوجيا. متخصصة في المنظمات الأجتماعية في اليابان ودولة الهند، منطقة التبت. تعرف الأستاذة ناكاني بمعرفة حميمة عن شعبها، في كتاب «المجتمع الياباني» حاولت تكوين صورة هيكلية للمجتمع الياباني.[بحاجة لمصدر]

## نشأتها
ولدت تشي ناكان في اليابان في حي شينجوكو، والدها كان محاميا، انتقلت تشي ناكان إلى محافظة آيتشي التي تقع في منطقة توكاي من منطقة تشوبو، التحقت بمدرسة أوكازاكي سيتي نيشي الإبتدائية، في خريف الصف السادس انتقلت إلى دولة الصين وعاشت لمدة ستة سنوات تقريبا في مدينة بكين الصينية، تخرجت من مدرسة طوكيو ميتروبوليتان ياشو الثانوية وقسم اللغات الأجنبية في كلية تسودا، تخرجت من قسم التاريخ الشرقي، كلية الآداب، جامعة طوكيو.

## سيرتها الذاتية
قامت بإجراء مسح لجميع المناطق الريفية من منطقة توهوكو إلى كاغوشيما التي تقع في محافظة كغوشيما، ثم أجرت بحثا حول الأنثروبولوجيا حول العالم، في عام 1953 سافرت إلى دولة الهند ومكثت بها لمدة ثلاثة سنوات، بينما أجرت بحثا أخر من عام (1959- 1962) في عدة دول أخرى هم (المملكة المتحدة، جامعة لندن، جامعة شيكاغو، إيطاليا)، قام بنشر «وجه غير متطور / وجه متحضر» عام 1959 وتناول فيه المناطق النائية من ولاية آسام بطريقة ملخصة، وحصل على جائزة ماينيتشي جائزة ثقافة النشر، جائزة تمنح من اليابان.
بعد عودتها إلى اليابان، تلقت طلبا من (مجلة تشوكورون) شين هي مجلة شهيرة في ذلك الوقت، في عدد مايو عام 1964 كتبت «اكتشاف الهيكل الاجتماعي الياباني»، في عام 1967 نشر لها «العلاقات الإنسانية في المجتمع الرأسي» اعتبارا من عام 2015 استطاعت تسجيل رقم قياسي لبيعها أكثر من 1.16 مليون نسخة بمجمل طباعة 124، وترجمت النسخة الأنجليزية المنشورة في المملكة المتحدة ونشرت في 13 دولة أخرى.
تميزت تشي ناكان بكونها أول أستاذة مساعدة ثم أستاذة في جامعة طوكيو، وشغلت منصب مديرة معهد الدراسات المتقدمة في جامعة طوكيو (لم يسبقها إلى هذا المنصب سيدة أخرى في قارة أسيا) بالإضافة إلى كونها أول عضوة في المعهد، في عام 1993 تلقت وسام الثقافة ، وتلقته ثانية في عام 2001.

## الكتب
- القرابة والتنظيم الاقتصادي في المناطق الريفية باليابان عام 1967.
- المجتمع الياباني عام 1970.
- ترجمة موجزة بعنوان العلاقات الإنسانية في اليابان عام 1972.

## المقالات
- [بحاجة لمصدر] المنطق والابتسامة: عندما يلتقي اليابانيون بالهنود عام 1964.
- نحو نظرية البنية الاجتماعية اليابانية: مجتمع أحادي الجانب عام 1965.
- الخلفية الاجتماعية للغة اليابانية في جنوب شرق آسيا عام 1972.
- الأنثروبولوجيا الثقافية في اليابان عام 1974.
- نظرة عبر الثقافات على السلوك التنظيمي مع إيلاء اهتمام خاص للاختلاف بين اليابان والولايات المتحدة عام 1975.
- العمل الميداني في الهند: تجربة يابانية. لقاء وتجربة: حسابات شخصية للعمل الميداني عام 1975.
- تأثير التقاليد الثقافية على علماء الأنثروبولوجيا. أنثروبولوجيا السكان الأصليين في البلدان غير الغربية: وقائع ندوة بورغ فارتنشتاين عام 1982.

## الجوائز
- 1990 حصل على الميدالية مع الشريط الأرجواني
- 1991 حصل على جائزة البحوث الأكاديمية لجائزة فوكوكا للثقافة الآسيوية.
- 1993 شخصية الجدارة الثقافية.
- 1998 حصل على وسام التاج الثمين.
- 2001 وسام الثقافة.
- 2002 أول رئيس لكلية طوكيو جوجكان، استمرت في المنصب حتى عام 2004.
- 2014 حصل على جائزة تسودا أوميكو.